# شیرو کوراماتا
شیرو کوراماتا (به ژاپنی: 倉俣 史朗)؛ (زادۀ ۲۹ نوامبر ۱۹۳۴ میلادی – درگذشتۀ ۱ فوریهٔ ۱۹۹۱ میلادی) یکی از مهم‌ترین طراحان ژاپنی در قرن بیستم است.

## زندگینامه

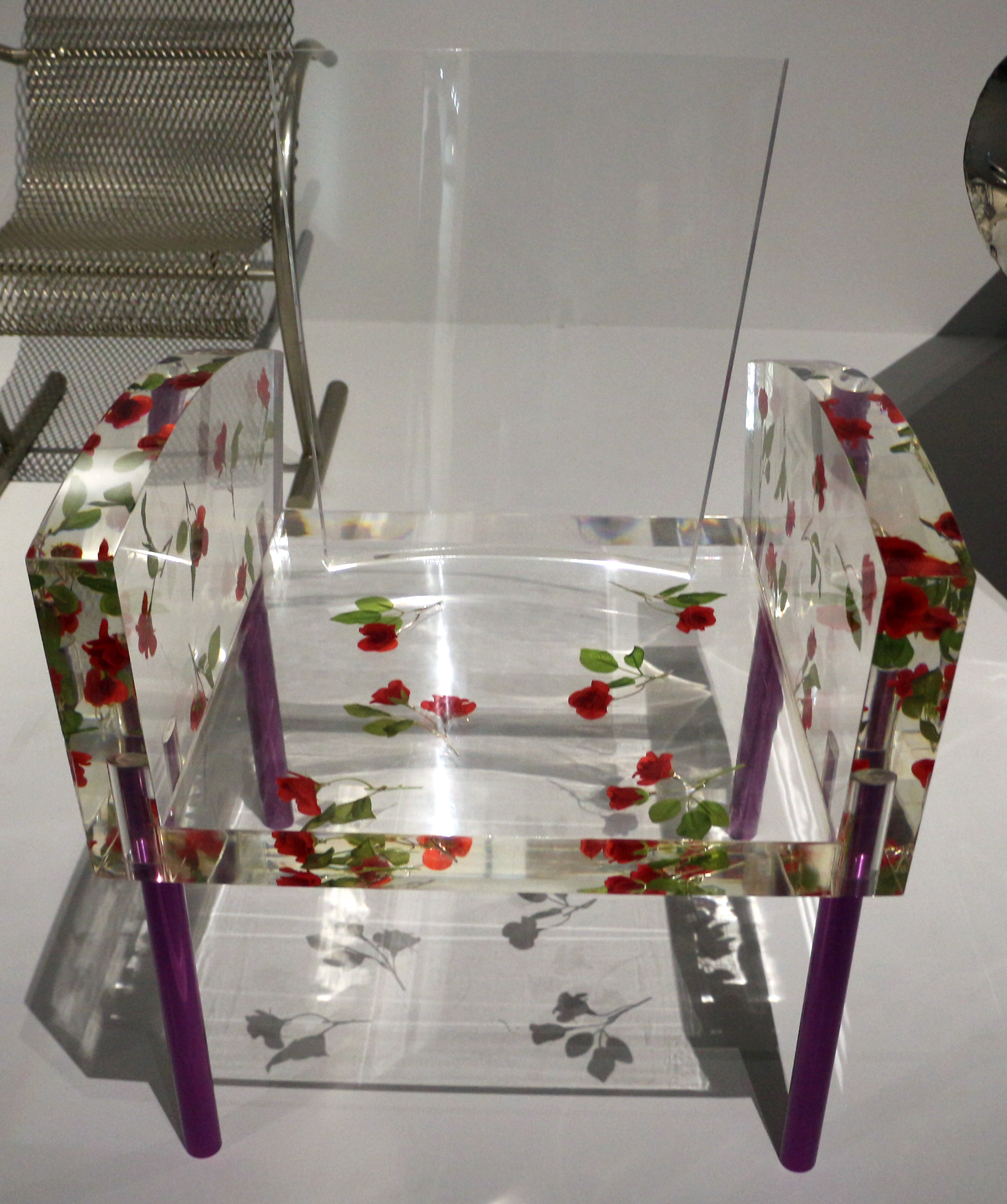
صندلی میس بلانش (دوشیزه سپید) طراحی توسط: کوراماتا، ۱۹۸۸ میلادی، در مجموعه‌های بسیاری از موزه‌ها مانند موزهٔ هنر مدرن نیویورک و [https://www.sfmoma.org/artwork/91.27.A-E/ موزهٔ هنر مدرن سان فرانسیسکو

کوراماتا در سال ۱۹۳۴ میلادی به دنیا آمد. او بخشی از نسلی از خلاقان ژاپنی بود که درست قبل از شروع جنگ جهانی دوم به دنیا آمدند.
این نسل شامل دوستان و همکاران کوراماتا بود که از اعضای مشهور حلقۀ طراحی و معماری ژاپن در آن زمان بودند، از جمله ایسی میاکه، تادانوری یوکو، آراتا ایسوزاکی و تادائو آندو.
کوراماتا قبل از سال ۱۹۵۳ میلادی در دانشکدۀ فنی توکیو، معماری خواند و در سال ۱۹۵۴ میلادی به عنوان کابینت‌ساز در مؤسسۀ طراحی کوواساوا در توکیو آموزش دید و پس از آن برای چندین شرکت از جمله تولیدکنندۀ مبلمان تیکوکو (امپراطوری) کار کرد. در سال ۱۹۶۵ میلادی، او دفتر طراحی کوراماتا را در توکیو تأسیس کرد و در سال ۱۹۸۱ میلادی جایزۀ فرهنگی ژاپن را برای طراحی دریافت کرد. از اواسط دهۀ ۱۹۶۰ میلادی به بعد، کوراماتا شروع به کاوش در مواد و فرم‌ها از طریق طرح‌های منحصر به فرد خود کرد. آثار او فرهنگ عامه، مفاهیم زیبایی‌شناختی ژاپنی و آوانگارد غربی را ادغام کرد.
در پایان دهۀ ۱۹۸۰ میلادی، کوراماتا توسط اتوره سوتساس دعوت شد تا یکی از اعضای مؤسس طراحی مشترک ایتالیایی گروه ممفیس باشد.
در سال ۱۹۹۰ میلادی، دولت فرانسه به کوراماتا، نشان برجستۀ هنر و ادب را به منظور قدردانی از سهم برجستۀ او در هنر و طراحی اعطاء کرد.

## آثار

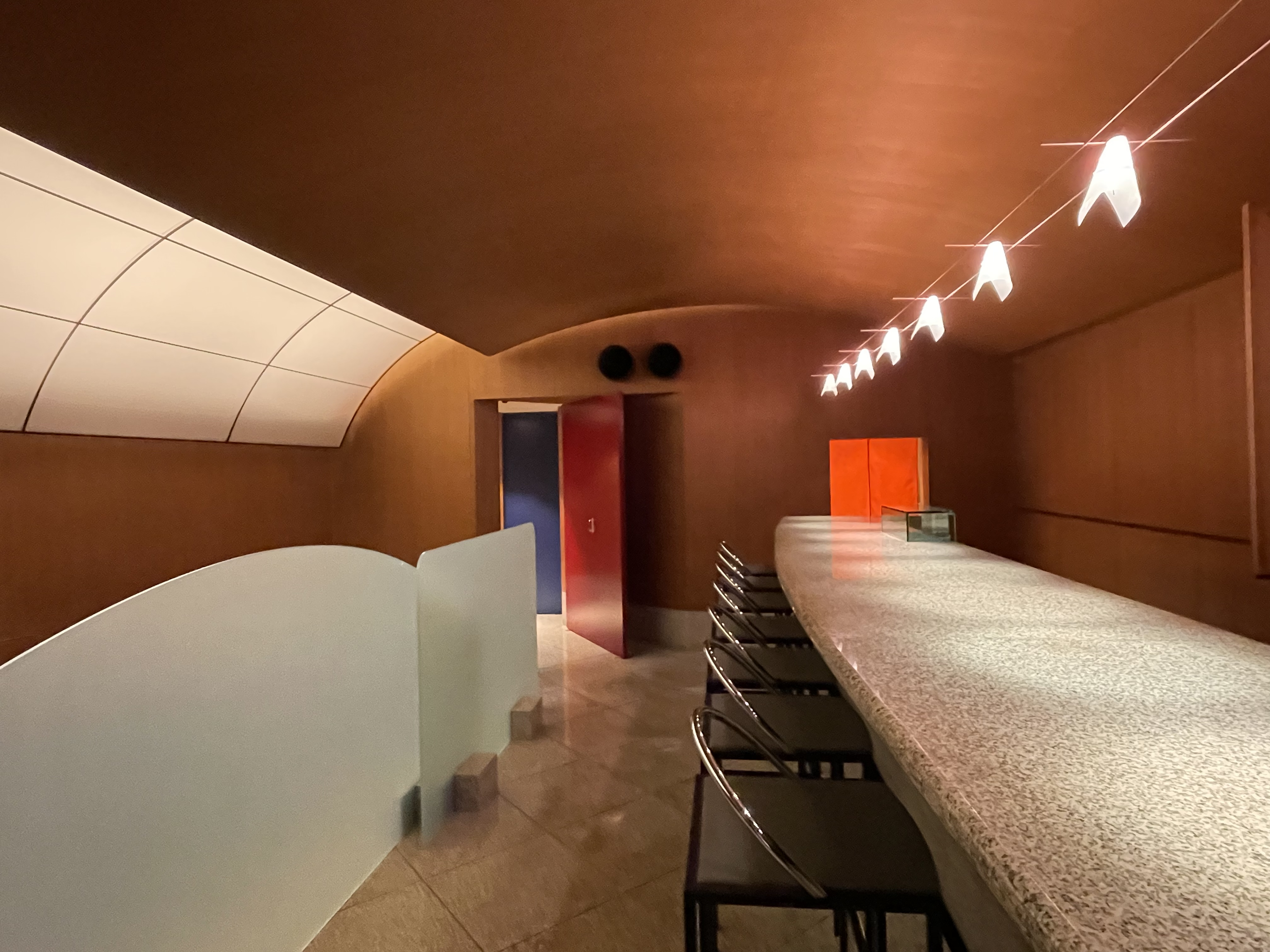
سوشی بار کیوتومو در ام+، ۲۰۲۱ میلادی

کوراماتا عمدتاً به دلیل استفاده از مواد صنعتی مانند توری فولادی سیمی و پلکسی‌گلاس برای ایجاد فضاهای داخلی و مبلمان معماری شناخته شده بود. قطعات انقلابی مانند صندلی «ماه چقدر بالا» (۱۹۸۶)، منعکس‌کنندۀ پویایی در حال ظهور و خلاقیت در حال رشد ژاپن پس از جنگ است، یا گلدان دمیدۀ بدون کریستال سربی ایکبانا او که توسط ویلکا از کوله دی وال دالسا (استان سیه‌نا، ایتالیا) ساخته شده‌ است؛ نمونه‌ای از آمیختگی بین فرهنگ‌های شرقی و غربی.
صندلی «میس بلانش» کوراماتا از سال ۱۹۸۸ میلادی یکی از نمادین‌ترین آثار اوست که نامش از شخصیت زن اصلی در درامِ تنسی ویلیامز، «اتوبوسی به نام هوس» گرفته شده‌ است و با الهام از کُرساژهایی (نیم تنۀ زنانه) که ویوین لی در اقتباس سینمایی آن بر تن کرده بود، نامگذاری شده‌ است. به عنوان ارجاع به دنیای رؤیایی متوهمی که بلانش در آن زندگی می‌کند، گل رز با دست در قالبی با رزین آکریلیک مایع ریخته شد. ظاهر شفاف و ظرافت آن به شدت با این واقعیت که صندلی به واسطۀ شیشۀ آکریلیک هفتاد کیلو وزن دارد، در تضاد است. نسخه‌ای از این صندلی در کریستیز لندن به قیمت ۴۶٬۰۰۰ پوند (۸۶٬۰۰۰ دلار آمریکا) در اکتبر ۱۹۹۷ میلادی، با عنوان قطعۀ ۱۰۸ فروخته شد.
یک صندلی دو نفره «ماه چقدر بالا» به قیمت ۱۲٬۶۵۰ پوند (۲۴٬۰۰۰ دلار آمریکا) در بونهامز لندن در ماه مه ۱۹۹۸ میلادی فروخته شد. این موضوع کوراماتا را در میان خواستنی‌ترین هنرمندان/طراحان قرن بیستم قرار می‌دهد. آثار بسیار کوراماتا را می‌توان در مجموعه‌های دائمی موزه‌های سراسر جهان مانند موزۀ هنرهای زیبا در بوستون، موزۀ هنرهای معاصر هارا در توکیو، موزۀ هنر متروپولیتن در نیویورک و موزۀ هنر فیلادلفیا یافت.
معماری و طراحی‌های داخلی کوراماتا کمتر شناخته شده‌ است زیرا نمونه‌های کمی باقی مانده‌ است. برخی از برجسته‌ترین دکوراسیون‌های داخلی او برای بوتیک‌فروشی‌های ایسی میاکه طراحی شده‌اند. او چندین رستوران سوشی را در توکیو طراحی کرد. یکی از این‌ها، سوشی بار کیوتومو، به‌ طور کامل توسط مجموعه‌دار بریتانیایی ریچارد شلاگمن جمع‌آوری شد، و اکنون در مجموعۀ ام+ در هنگ کنگ قرار دارد.

## گالری آثار

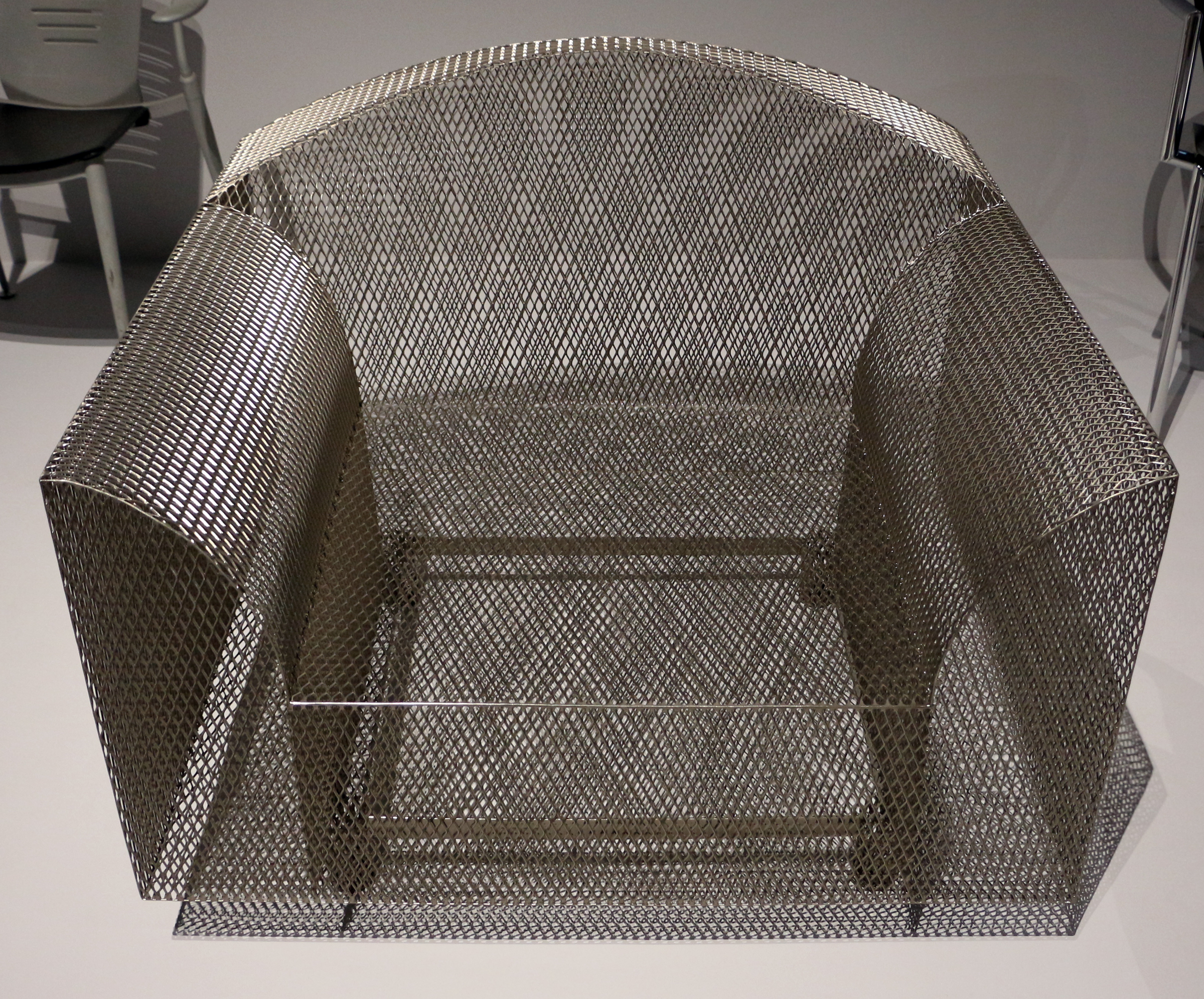
صندلی «ماه چقدر بالا»، (۱۹۸۶ میلادی)
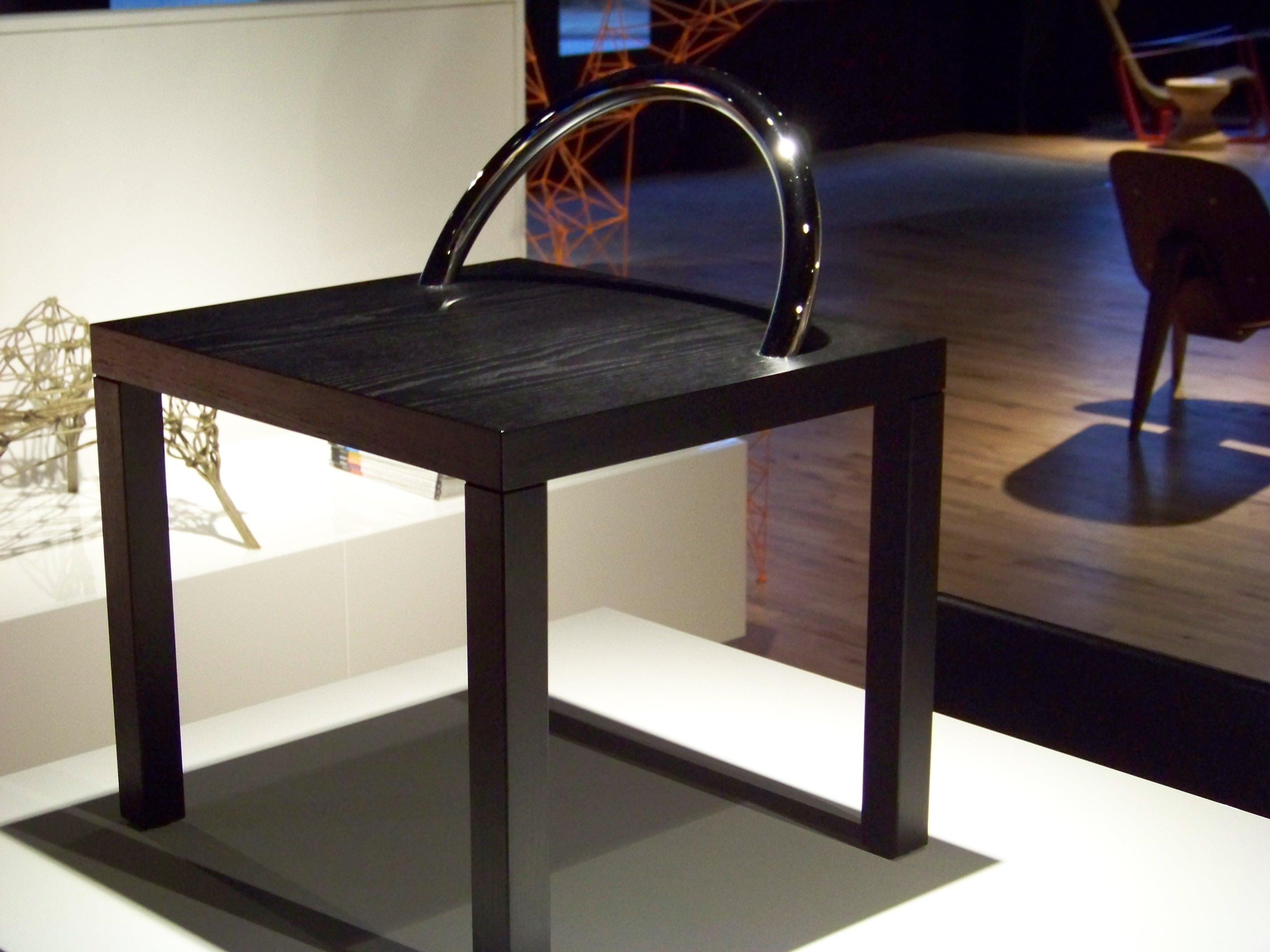
میز-صندلی «کو-کو»، (۱۹۸۶ میلادی)
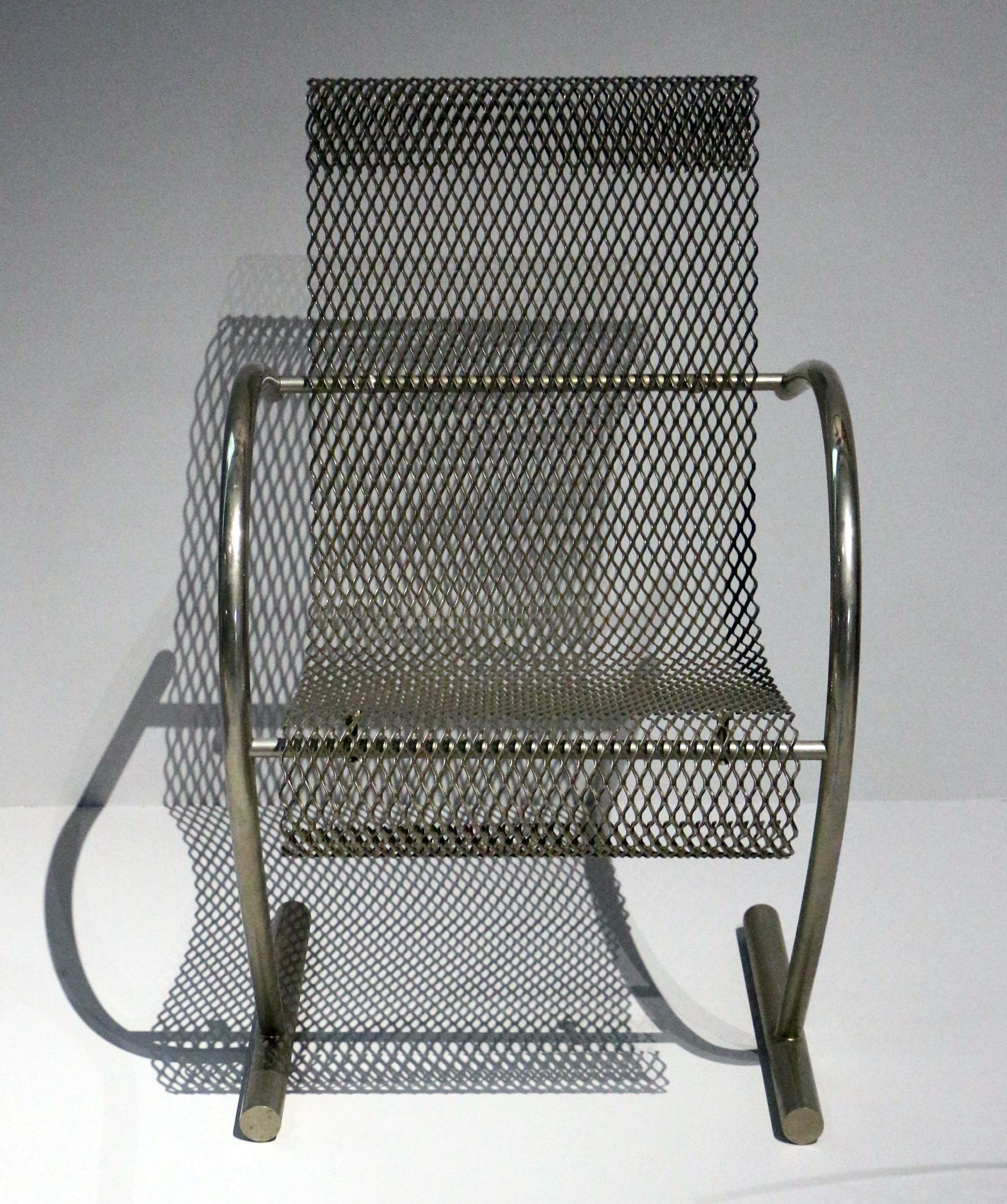
صندلی «بخوان بخوان بخوان»، (۱۹۸۵ میلادی)

## کتابشناسی
- «کوراماتا شیرو اتوره سوتساس»، سکی، یاسوکو، توکیو: ۲۱_۲۱ دید طراحی، ۲۰۱۰ میلادی. | شابک: ۹۷۸۴۹۰۳۳۴۸۲۱۶
- «شیرو کوراماتا ۱۹۹۱–۱۹۳۴»، کوراماتا، شیرو، توکیو: موزۀ هنرهای معاصر هارا، ۱۹۹۶ میلادی.
- «شیرو کوراماتا»، سوجیک، دیان، لندن؛ نیویورک، ان‌وای: فیدون، ۲۰۱۳ میلادی. | شابک: ۹۷۸۰۷۱۴۸۴۵۰۰۵
- «توکیو کوراماتا»، پیکی، فرانچسکا و تاد اِبرلی با مقالاتی از تادائو آندو، جان پاوسون و ایسی میاکه؛ مجلۀ دوموس، شمارۀ ۸۵۸، آوریل ۲۰۰۳ میلادی.